# 修溪镇
修溪乡，是中华人民共和国湖南省怀化市辰溪县下辖的一个乡镇级行政单位。

## 行政区划
修溪乡下辖以下地区：
修溪社区、长坡村、八家塘村、水冲头村、荞子湾村、万家瑙村、征溪口村、木洲村、倒伏村、黄埠村、来坪村、向家坪村、葛藤溪村和龚家湾村。